# Gewöhnliche Besenrauke
Die Gewöhnliche Besenrauke (Descurainia sophia), auch Sophienrauke genannt, ist eine Pflanzenart aus der Gattung der Besenrauken (Descurainia) innerhalb der Familie der Kreuzblütengewächse (Brassicaceae).

## Beschreibung

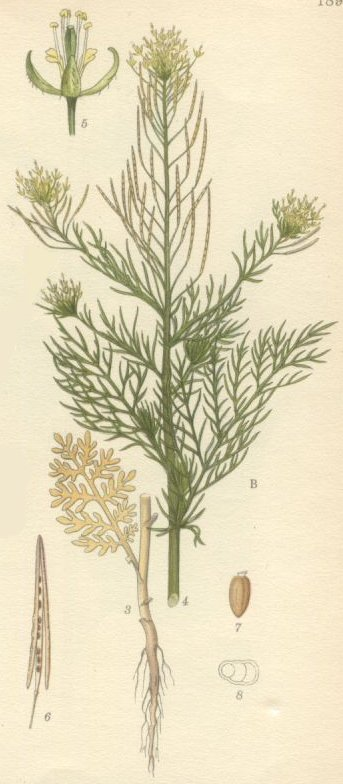
Illustration

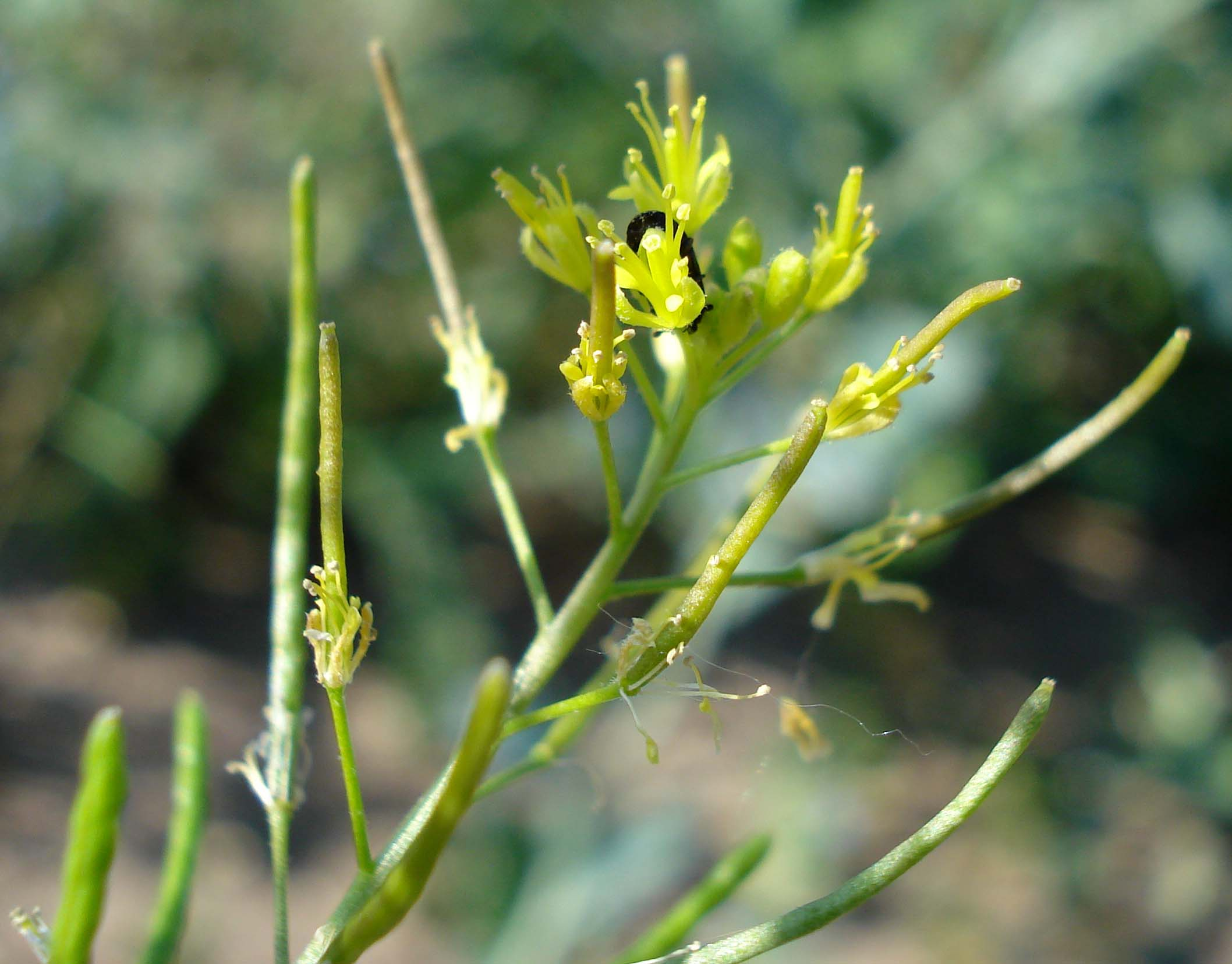
Blütenstand

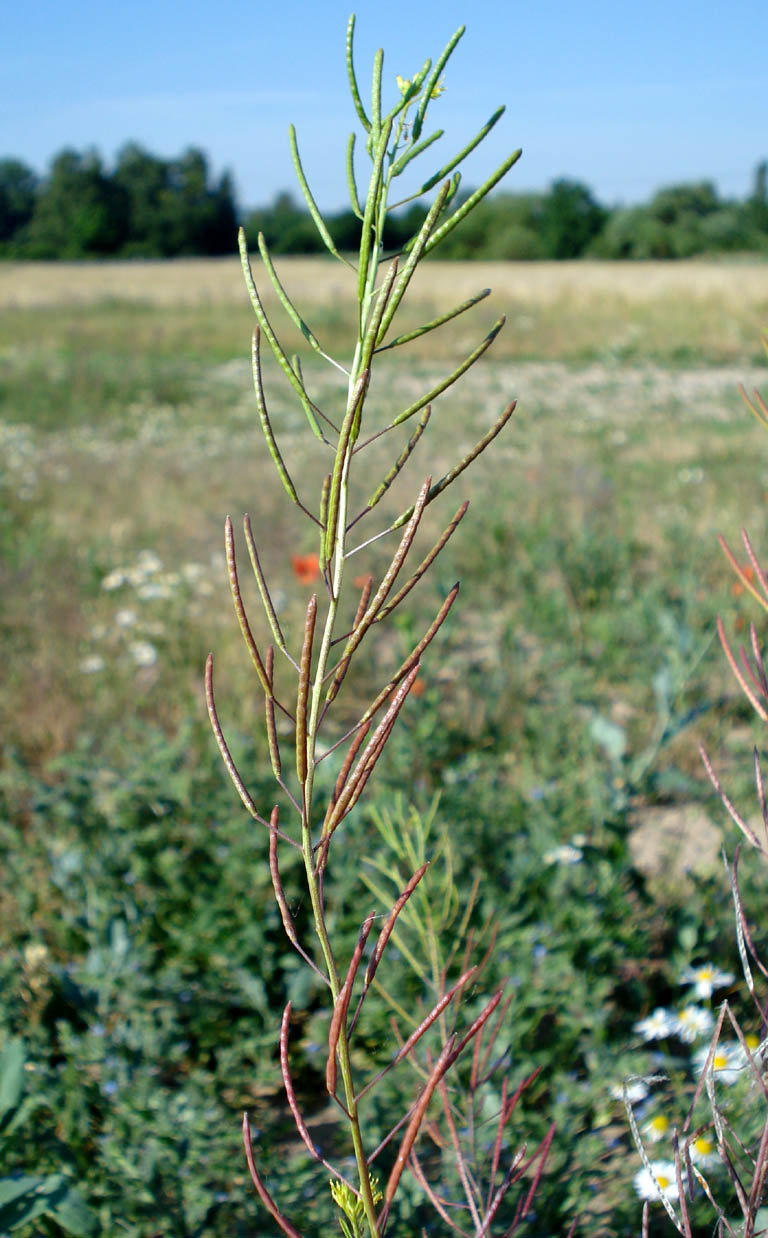
Schoten

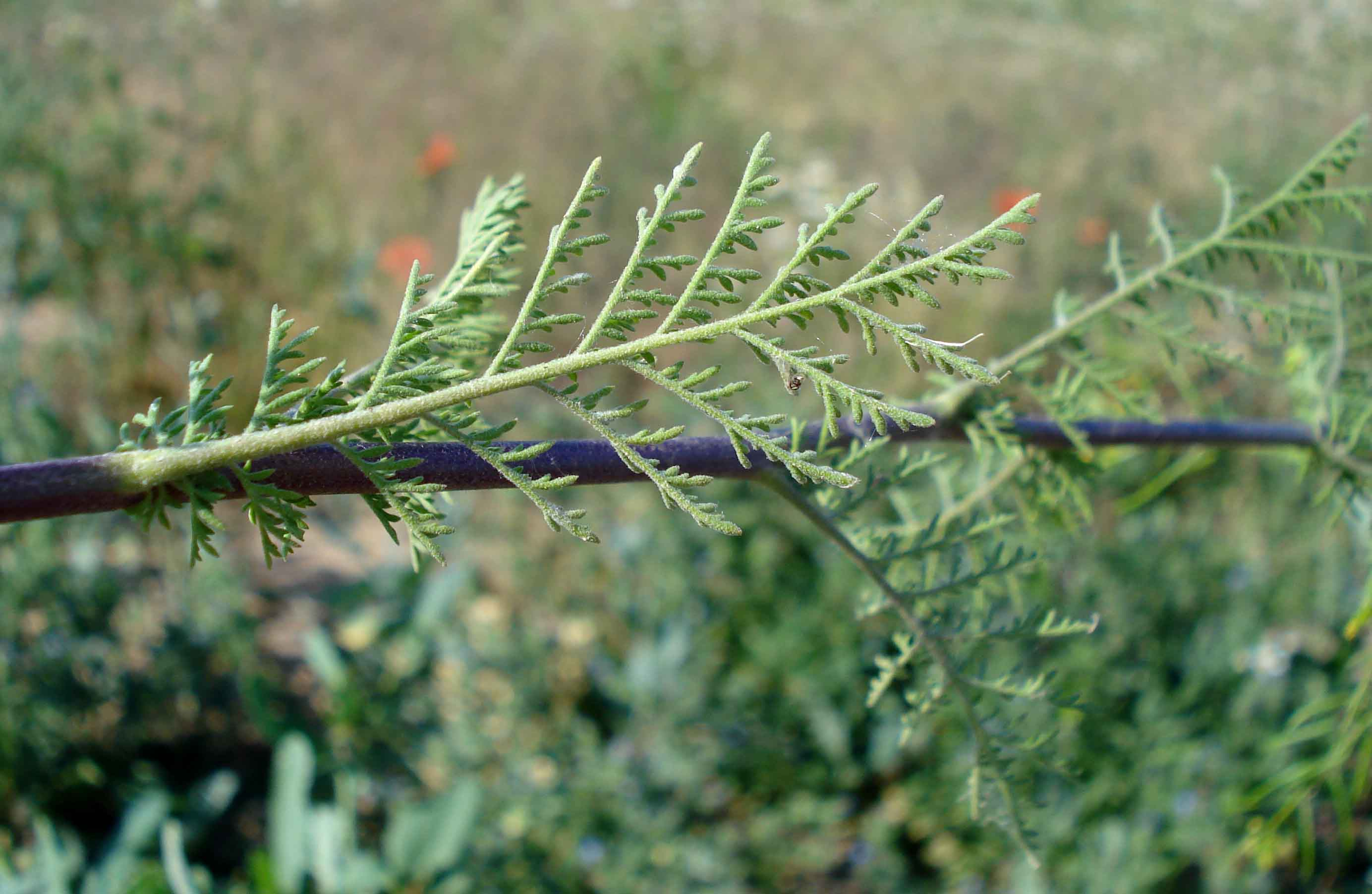
Stängelblatt

### Vegetative Merkmale
Bei der Gewöhnlichen Besenrauke handelt es sich um eine einjährige, krautige Pflanze, die Wuchshöhen von 25 bis 100 Zentimetern erreicht. Der bläulich-grüne bis graugrüne Stängel wächst aufrecht, ist rund und meist oberwärts ästig. Er ist kahl oder behaart, seine Haare sind meist vierstrahlig gegabelt.
Die Laubblätter sind wechselständig meist gleichmäßig dicht am Stängel verteilt angeordnet. Die bläulich-grünen bis graugrünen Stängelblätter sind zwei- bis dreifach fiederschnittig geteilt und besitzen linealische Zipfel.

### Generative Merkmale
Die Blütezeit erstreckt sich vorwiegend über die Monate Mai bis September. Der endständige, anfangs schirmtraubige, durch Streckung der Blütenstandsachse später traubige Blütenstand enthält viele Blüten. Die Blütenstiele sind doppelt bis dreimal so lang wie der Kelch.
Die zwittrige Blüte ist radiärsymmetrisch und vierzählig mit doppelter Blütenhülle. Die blassgrünlichen bis grünlich-gelben Kronblätter sind bei einer Länge von lediglich 1,5 bis 2 Millimeternin der Regel kürzer als die Kelchblätter und kaum 1 Millimeter breit.
Die relativ dünnen, 7 bis 15 Millimeter langen Fruchtstiele stehen meist unter 45 bis 60 Grad von der Hauptachse ab. Die einnervigen Schoten wachsen aufwärts-gebogen und sind 15 bis 25 Millimeter lang. Die Samen sind etwa 1 Millimeter lang und liegen zu 7 bis 15 einreihig in jedem Fruchtfach.
Die Chromosomenzahl beträgt 2n = 28.

## Ökologie
Es erfolgt meist Selbstbestäubung. Ein Exemplar kann sogar 730 000 Samen entwickeln.
Die vielsamigen Schoten sind Selbstausstreuer, Wind- und Tierstreuer und Wintersteher. Dass die Besenrauke ein Wintersteher ist, wurde schon 1755 von Carl von Linné in seiner Flora Suecica beobachtet. Die Samen breiten sich als Klebhafter aus. Dass die Samenschale bei Befeuchtung verschleimt, war schon Hieronymus Bock 1546 bekannt.

## Vorkommen
Das Verbreitungsgebiet erstreckt sich von weiten Teilen Europas bis nach Asien. Die Gewöhnliche Besenrauke kommt auch in Nordafrika und selbst in Grönland vor. In Mitteleuropa gilt sie als Archaeophyt. In Australien, Neuseeland, Nordamerika, Südamerika, Hawaii, Japan, Korea und im südlichen Afrika ist sie ein Neophyt.
Die Gewöhnliche Besenrauke ist in Ostdeutschland verbreitet und häufig zu finden. In den anderen deutschen Gebieten kommt sie eher zerstreut vor; im Bergland ist sie selten. In Österreich kommt die Gewöhnliche Besenrauke im pannonischen Gebiet sehr häufig vor, darüber hinaus ist sie eher zerstreut zu finden. In der Schweiz wächst sie insbesondere in den wärmeren Gegenden ziemlich häufig. Sie steigt in Graubünden im Val Trupchun bis in einer Höhenlage von 2400 Meter und erreicht im westlichen Tibet sogar Höhenlagen von 3000 Metern.
Die Gewöhnliche Besenrauke wächst in Schuttunkrautgesellschaften und an trockenen Hängen, auf Äckern und an trockenen Wegrändern. Sie gedeiht am besten auf mehr oder weniger trockenen, stickstoffreichen und sandigen Böden. Sie ist in Mitteleuropa eine lokale Charakterart des Sisymbrietum sophiae (Sisymbrion-Verband), kommt aber auch in Onopordion-Gesellschaften vor.
Die ökologischen Zeigerwerte nach Landolt et al. 2010 sind in der Schweiz: Feuchtezahl F = 1+ (trocken), Lichtzahl L = 4 (hell), Reaktionszahl R = 4 (neutral bis basisch), Temperaturzahl T = 3+ (unter-montan und ober-kollin), Nährstoffzahl N = 4 (nährstoffreich), Kontinentalitätszahl K = 4 (subkontinental).

## Taxonomie
Die Erstveröffentlichung erfolgte unter dem Namen (Basionym) Sisymbrium sophia durch Carl von Linné. Die Neukombination zu Descurainia sophia (L.) Webb ex Prantl wurde 1891 durch Philip Barker Webb in Heinrich Gustav Adolf Engler und Karl Anton Eugen Prantl in Die Natürlichen Pflanzenfamilien, Band 3, 2, S. 192 veröffentlicht.

## Gallbildungen
Auffallend sind schwammige Anschwellungen am Grund der Blütenstiele, sogenannte „Kuckucksgallen“, die durch die Gallmücke Dasyneura sisymbrii hervorgerufen werden. Die Gallmilbe Eriophyes drabae verursacht Verdickungen und abnorme Behaarung an den Blatträndern und Vergrünung der Blüten.